# Roch
Roch – imię męskie pochodzenia germańskiego, może pochodzić od germańskiego hrok – kruk, wrona. Staro-wysoko-niemiecki rdzeń Roho – „surowy” występował w germańskich imionach dwuczłonowych np. Rochbert, Rochold, Rochwin, Rochwald, których imię to może być skróceniem, lub osobnym utworzonym od staro-wysoko-niemieckiego Rochon – „krzyczeć, wydawać okrzyk wojenny”. W Polsce imię to jest znane co najmniej od XV wieku, przy czym należy pamiętać, że było imię germańskie oraz rodzime skrócenie (jak Koch) od słowiańskich imion dwuczłonowych na Ro-, Rod- np. Rodsław. Rocha spieszczano na Roszek, Roszko.
Znane jest również jako dawna nazwa wieży szachowej i nazwa polskiego herbu szlacheckiego Roch, przedstawiającego tę wieżę. W tym przypadku nazwa wywodzi się od perskiego słowa rokh, oznaczającego słonia bojowego, z wieżą na grzbiecie.
Roch imieniny obchodzi 16 sierpnia (kiedyś – 17 sierpnia) i 17 listopada.

## Odpowiedniki w innych językach
- łacina – Rochus, Rocchus
- język angielski – Rock, Rocky
- język bretoński – Rok
- język oksytański – Ròc
- język niemiecki – Rochus
- język francuski – Roch
- język włoski – Rocco (warianty Rosso, Russo)
- język hiszpański – Roque
- język kataloński – Roc
- język rosyjski – Рох/Roch
- język poitevin – Ro
- język węgierski – Rókus, Rokkó
- język słoweński – Rok (warianty Roki, Roko)

## Osoby noszące imię Roch
- Mikołaj Stanisław Roch Oborski (1576–1646) – jezuita.
- Roch Kossowski (1737–1813) – podskarbi wielki koronny.
- Rochus Nastula (1902–1977) – polski piłkarz.
- Roch Siemianowski – polski aktor.
- Maciej Roch Pietrzak – polski kierowca wyścigowy, polski prawnik.
- Rok Elsner – piłkarz słoweński grający w Śląsku Wrocław.
- Rok Štraus – piłkarz słoweński grający w Cracovii.
- Rokas Bernotas – litewski dyplomata.
- Rochus Misch – niemiecki nacjonalista; SS-Mann.
- Roque Santa Cruz – paragwajski piłkarz.
- Rok Justin – słoweński skoczek narciarski.
- Rok Benkovic – słoweński skoczek narciarski.

## Postaci fikcyjne noszące imię Roch
- Roch Kowalski – bohater powieści Potop Henryka Sienkiewicza, oficer dragonów pana Mieleszki
- Roch – bohater komiksów Janusza Christy
- Roch (lub Rocho) – drugoplanowa postać powieści Chłopi Władysława Reymonta, emisariusz ludowy przybywający co jakiś czas do Lipiec, nauczający chłopów[1].